# Polybetes
Genre
Synonymes
- Leptosparassus Järvi, 1914
- Streptaedoea Järvi, 1914

Polybetes est un genre d'araignées aranéomorphes de la famille des Sparassidae.

## Distribution
Les espèces de ce genre se rencontrent en Amérique du Sud.

## Liste des espèces
Selon World Spider Catalog (version 21.5, 02/11/2020) :
- Polybetes bombilius (F. O. Pickard-Cambridge, 1899)
- Polybetes delfini Simon, 1904
- Polybetes fasciatus (Keyserling, 1880)
- Polybetes germaini Simon, 1897
- Polybetes hyeroglyphicus (Mello-Leitão, 1918)
- Polybetes martius (Nicolet, 1849)
- Polybetes obnuptus Simon, 1897
- Polybetes pallidus Mello-Leitão, 1941
- Polybetes parvus (Järvi, 1912)
- Polybetes punctulatus Mello-Leitão, 1944
- Polybetes pythagoricus (Holmberg, 1875)
- Polybetes quadrifoveatus (Järvi, 1912)
- Polybetes rapidus (Keyserling, 1880)
- Polybetes rubrosignatus Mello-Leitão, 1943
- Polybetes trifoveatus (Järvi, 1914)

## Publication originale
- Simon, 1897 : Histoire naturelle des araignées. Paris, vol. 2, p. 1-192 (texte intégral).